# ساندرا ديكنسون
ساندرا ديكنسون (بالإنجليزية: Sandra Dickinson)‏ هي ممثلة أمريكية، ولدت في 20 أكتوبر 1948 في واشنطن العاصمة في الولايات المتحدة.

## وصلات خارجية
- ساندرا ديكنسون على موقع IMDb (الإنجليزية)
- ساندرا ديكنسون على موقع ألو سيني (الفرنسية)
- ساندرا ديكنسون على موقع ميوزك برينز (الإنجليزية)
- ساندرا ديكنسون على موقع أول موفي (الإنجليزية)
- ساندرا ديكنسون على موقع قاعدة بيانات الأفلام السويدية (السويدية)
- ساندرا ديكنسون على موقع قاعدة بيانات الفيلم (الإنجليزية)
- ساندرا ديكنسون على موقع كينوبويسك (الروسية)